# Venla
Venla – fińska nagroda telewizyjna, przyznawana w jedenastu kategoriach od 1983 roku do 2010 roku.
Wyspecjalizowane gremium przyznawało nagrody w jedenastu kategoriach. Jedynie zdobywca specjalnej nagrody publiczności był wyłaniany przez telewidzów. Dodatkowo przyznawano okazjonalnie nagrody specjalne. Nagrody były wręczone w styczniu na gali, która była organizowana na przemian w każdym z kanałów. Trzy największe fińskie stacje telewizyjne, które brały udział w konkursie to: YLE, MTV3, Nelonen. 
W 2010 roku nagroda została zastąpiona nową nagrodą o nazwie Kultainen Venla (złota Venla).

## Kategorie
- Najlepszy serial
- Najlepszy film telewizyjny
- Najlepszy reżyser dramatu
- Najlepszy scenariusz dramatu
- Najlepsza aktorka
- Najlepszy aktor
- Najlepszy serial komediowy
- Najlepsza seria muzyka
- Najlepszy wykonawca
- Najlepszy program rozrywkowy
- Najlepszy teleturniej
- Venla publiczności
- Venla specjalna